# Chiesa dei Santi Nabore e Felice (Sirtori)
La chiesa dei Santi Nabore e Felice è la parrocchiale di Sirtori, in provincia di Lecco ed arcidiocesi di Milano; fa parte del decanato di Missaglia.

## Storia
La prima citazione di una cappella a Sirtori risale al 1398 ed è contenuta nella Notitia Cleri, in cui si legge che era filiale della pieve di San Vittore a Missaglia.
Grazie agli atti relativi alla visita pastorale del 1757 dell'arcivescovo di Milano Giuseppe Pozzobonelli si conosce che la chiesa dei Santi Nabore e Felice, avente come filiali gli oratori dei Santi Faustino e Giovita in località Grippa, dell'Assunzione della Beata Vergine Maria, di Sant'Andrea Apostolo a Ceregallo, era sede della confraternita della Santa Croce e della scuola del Santissimo Sacramento e che i fedeli ammontavano a 400.
La prima pietra della nuova parrocchiale venne posta nel 1877; l'edificio, disegnato da Luigi Tarantola sorto accanto alla precedente cappella, fu portato a compimento nel 1882.
Nel 1896 l'arcivescovo Andrea Carlo Ferrari, compiendo la sua visita pastorale, trovò che la chiesa, in cui aveva sede la confraternita del Santissimo Sacramento, aveva come filiali le cappelle della Madonna del Santissimo Rosario, della Madonna Assunta, dell'Immacolata nella frazione Crippa e di Sant'Andrea Apostolo in località Ceregallo; la consacrazione venne impartita nel 1912.
Con la suddivisione territoriale dell'arcidiocesi stabilita tra il 1971 e il 1972 dal cardinale Giovanni Colombo, la parrocchia confluì nel decanato di Missaglia.

## Descrizione

### Esterno
La facciata a salienti della chiesa, rivolta a ponente, è suddivisa da una cornice marcapiano in due registri, entrambi scanditi da lesene: quello inferiore, più largo, presenta il portale d'ingresso sormontato da una lunetta e i due ingressi secondari, mentre quello superiore è caratterizzato da una serliana centrale e da due nicchie ai lati ed è coronato dal timpano triangolare.
Annesso alla parrocchiale è il campanile a base quadrata, la cui cella presenta una monofora per lato ed è coronata dalla cupoletta poggiante sul basso tamburo.

### Interno
L'interno dell'edificio, a pianta centrale, si compone di un'unica navata, al termine della quale si sviluppa il presbiterio, a sua volta chiuso dall'abside semicircolare.
Qui sono conservate diverse opere di pregio, tra le quali gli affreschi raffiguranti i Santi Nabore e Felice e l'Eucaristia, realizzati da Luigi Morgari, la pala con soggetto l'Eterno Padre, eseguita probabilmente da Vittore Carpaccio, ed altri affreschi ritraenti Cristo Re e la Vittoria di Lepanto.